# Chrysobothris exesa
Chrysobothris exesa är en skalbaggsart som beskrevs av Leconte 1858. Chrysobothris exesa ingår i släktet Chrysobothris och familjen praktbaggar. Inga underarter finns listade i Catalogue of Life.